# Samer
Samer (tidligere kendt som lapper) er et oprindeligt folk, hvis hjemland, Lapland (nordsamisk: Sápmi, lulesamisk: Sábme, sydsamisk: Saemie, enaresamisk: Säämi skoltsamisk: Sääʹmjânnam), ligger spredt over fire lande: Norge, Sverige, Finland og Rusland. Lapland strækker sig fra Kolahalvøen i nordøst til Engerdal i Norge og Idre i Sverige.
Rendriftssamerne lever som nomader og følger store renflokke på vandring. Søsamerne kombinerer småbrug og fiskeri, i blandt med andre håndværk; "I hele Nord-Norge er det nå bare en håndfull eldre menn som behersker båtbyggertradisjonen", pr. 2016.
I Norge har Stortinget "satt ned sannhetskommisjonen som skal granske fornorkningspolitikken mot samene og kvenene", skrev medier i 2018.

## Etymologi
Der har gennem tiden været anvendt flere benævnelser for samerne: Skridfinne, finne, lap og same.
"Skridfinner" er et gammelt navn på samerne, først benyttet i formen skrithiphinoi af Prokopios omkring år 550. Navnet kommer af norrønt skríða, gå på ski, og finner i den gamle norske betydning "samer" (ikke finlændere). Beowulf-kvadet nævner "finner" i nærheden af "raumernes kyst", mens finnerne selv omtales af Jordanes som et andet folk end skridfinnerne. Jordanes nævner et folk så langt mod nord, at de ikke kan dyrke jorden, men må leve af fugleæg og kød fra vilde dyr; de kaldes skridfinner.
I den norske folketælling i 1930 stod: "Som det ses, har vi i år benyttet "same" og "kven". Forud for 1920 benyttedes navnene "lapp" og "kven", og i 1920 "finn" og "kven". Af navnene "lapp", "finn" og "same" er "lapp" oprindelig svensk, og benyttes internationalt, "finn" det norske sprogs navn på lapperne, og "same" det nye, officielle navn med rod i lappernes eget sprog."
Navnet "lap" er af svenskerne lånt fra finsk, hvor lap og lappisk hedder lappalainen og Lapland Lappi. Den ældste nordiske betegnelse for samer er finner.
Samer opfatter ofte ordet lap som en halvt foragtelig betegnelse.
De sydlige svenske samer, der kan tale svensk, foretrækker at kalde sig fjeldfolk eller fjeldmænd.[kilde mangler]
I litteraturen omtales samerne af latinske forfatter i 500-tallet under navn som seritofinni og lignende benævnelser, der antagelig hentyder til deres fornemste færdselsmiddel, skiene.

## Udbredelse og antal
I dag omfatter det samiske bosættelsesområde det centrale og nordlige Norge ned til Femunden og Trollheimen, og på svensk side fra grænseelven Torne älv langs Kjølen ned til Idre øverst i Dalarna. I Finland er området begrænset til Enontekis Kommune i nordvest og hele området fra sydenden af Enaresøen op til den norske grænse. I Rusland er Kolahalvøen det traditionelle bosættelsesområde.
Ved indgangen til det 21. århundrede er antallet opgjort til omkring 75.000 samer, hvoraf 1.600 i Rusland, 7.000 i Finland, 17.000 i Sverige og 40.000 i Norge). Af disse taler knapt en tredjedel samisk (15.000 i Norge, 3.000 i Sverige, 2.000 i Finland og 500 i Rusland), pr. 2006.

## Historie
Samerne træder frem i historien i århundrederne f.Kr. ved arkæologiske fund og i skriftlige kilder.
Den romerske historiker Tacitus fortalte i 98 f.Kr. om samer. Samisk jernalder regnes fra år 0 til 1500. Dengang levede samerne som fiskere, jægere og samlere. Fra dengang har arkæologerne fundet tufter fra kåter, fangstanlæg for vildren, gruber brugt til trankogning og offersten.
Fødetilgangen varierede fra område til område. Langs den nordnorske kyst var fiskeri vigtigst, mens jagt på pelsdyr med salg for øje havde stor betydning i indlandet. I fjordområder længere mod syd blev der også drevet primitiv kvægbrug med får og geder. Vigtigst var imidlertid jagten på vildren. Renernes vandringer fra vintergræsgangene i indlandet til sommergræsgangene langs kysten bestemte tillige samernes årsrytme, og deres vandringer mellem faste bopladser ved kysten og længere inde i landet. Landtanger og vadesteder over sunde, som renen brugte som vandringsveje mellem kyst og indland, må have været steder, hvor samer i ældre tid gik sammen i større grupper for at drive fangst med faldgruber og andre fangstmetoder.
Omkring 890 fik Alfred den Store nedtegnet Ottar fra Hålogalands mundtlige beretning om nordområderne. Ottar taler her om Beormaland, som må være Bjarmeland, og om folket dér, som han kalder beormas. De var så krigeriske, at han ikke turde at rejse gennem deres land. Ud fra Egils sagas var beormas karelere; de hærgede Kvenland, så kvenerne bad Egil Skallagrimssons farbror Torolv Kveldulvsson - en samtidig af Ottar - om hjælp. Torolv fik karelerne nedkæmpet.
I Rusland er Kolahalvøen det traditionelle bosættelsesområde. Imidlertid tyder noget på, at det samiske bosættelsesområde i århundrederne e.Kr. var betydelig større, omfattende det meste af Finland, Karelen og større dele af Skandinavien. Et eksempel på en samegruppe, som er forsvundet i nyere tid, er kemisamerne. Kemisamisk blev talt frem til 1800-tallet i Sodankylä-området, og sproget blev også brugt i Kajanaland.
Samernes antal udgjorde i 1910 omkring 29.000, deraf 18.600 i Norge, 7.100 i Sverige, 1.500 i Finland og 1.700 i Rusland.

### Arkæologi og sprogforskning
Nyere arkæologisk forskning dokumenterer, at samerne har rødder, der går 1.500 år tilbage i tid også i Sydnorge (i Østerdalen). Den tidligste menneskelige bosættelse i Lapland skete for omkring 10-11.000 år siden, da isen smeltede ved afslutningen af den sidste istid.
Helleristninger og arkæologiske fund, blandt andet bopladser, der stammer fra omkring 10.000 f.v.t., er udgravet i traditionelle landområder i Lapland. Det antages, at der er en kulturel kontinuitet mellem denne stenalderkultur og den samiske kultur baseret på lighederne i dekorative mønstre på knogleredskaber, ligesom der ikke er arkæologiske beviser for at den ældre population blev erstattet af en anden.
De seneste arkæologiske opdagelser i finsk Lapland blev oprindeligt set som en kontinental version af Komsakulturen fra omkring samme tidspunkt på Norges kyst. Det antoges, at Komsa fulgte de vigende gletsjere ind i landet fra de arktiske kystegne i slutningen af den sidste istid (mellem 11.000 og 8.000 år før vor tidsregning), som ny landområder åbnedes for bosætning (fx det moderne Finnmark-område i nordøst til kysten af Kola-halvøen). Da samerne imidlertid er den tidligste etniske gruppe i området, er de derfor at betragte som den indfødte befolkning i området.
Samerne har et sprogligt slægtskab med de andre finsk-ugriske sprog, som finsk, estisk og ungarsk, men den sproglige udvikling fra et finsk-ugrisk grundsprog til moderne samisk ligger også stort set hen i mørke. Sproghistoriske dateringer af stednavne og låneord fra urnordisk viser, at samisk sprog var i sit nuværende udbredelsesområde allerede i urnordisk tid.
Samernes sprog indeholder en stor del urnordiske låneord, hvilket viser, at samerne allerede i urnordisk tid, det vil sige før år 800 e. Kr., har levet i nær berøring med de skandinaviske folk.

### Kontakt med nabofolk
I samiske grave og gammetufter findes ofte genstande, som er købt eller tilbyttet fra nabofolkene, eller som i visse tilfælde hidrører fra fjernere egne. Samerne kom i jernalderen i kontakt med nabofolk som de norrøne i Norge og Sverige, og finsk-ugriske folk i Finland og Karelen. Norrøn kultur etablerede sig efterhånden langs den nordnorske kyst op til Malangskjeften. Så langt mod nord kunne man dyrke korn og dermed brygge øl, som indgik i norrøn religionsudøvelse.
I dette kulturområde kaldet Hålogaland, fandtes der i dele af jernalderen et mægtigt, norrønt aristokrati med et vidtrækkende handelsnetværk og mulighed for at spille en rolle i norsk rigspolitik. Håløy-høvdinge baserede deres rigdom og indflydelse på handelen med og skatteopkrævning hos samerne. Styrkeforholdet mellem de to folk er ikke klart; blev samerne tvangsbeskattet, eller var det et samkvem til gavn for begge parter? Svaret kan være forskelligt i forskellige perioder af jernalderen. De norrøne høvdinge kunne både forsyne samerne med jern og andre handelsvarer og beskytte dem mod angreb fra øst og sydøst.
Ottar fra Hålogaland  fortalte i 800-årene levende om, hvordan han som den nordligste af alle nordmænd beskattede og handlede med samerne. Harald Hårfager giftede sig ifølge Snorres kongesagaer med samekvinden Snøfrid. Øyvind Skaldespiller nævner i sine kvad også samer og samisk husdyrhold. Ud fra disse kilder kan det sluttes, at der var et livligt samkvem mellem de norrøne samfund og samerne; måske også med en glidende overgang mellem de etniske grupper.

### Svedjebrug
Samerne boede i begyndelsen af middelalderen i det meste af det nuværende Finland. Etniske finner boede kun i kystegne og i indsøområdet længst mod syd. Med etableringen af et svensk kontrolleret statsapparat i Åbo, kristningen af finnerne og bygningen af fæstninger, øgedes befolkningen og ekspanderede mod nord. Finnerne drev svedjebrug, afbrændte skove og dyrkede rug i asken. Efter nogle år var jorden udpint, og de måtte flytte. Omkring år 1500 havde ekspansionen mod nord nået de nedre dele af Tornedalen. Det gik i høj grad ud over den halvnomadiske, samiske leveform, og samisk kultur forsvandt efterhånden fra hele Sydfinland.

### Middelalderen
I 1000-tallet etableredes staterne Norge og Sverige, og i Nordvestrusland blev byen Novgorod en mægtig bystat med forbindelser langt ind i nordlige områder. Sverige tog i 1100-1200-tallet kontrollen over Finland. Langs den nordnorske kyst blev de mægtige høvdinges magt brudt, og samerne blev gradvis mere afsides og mindre interessante som skattebetalere og handelspartnere.
Endnu ved middelalderens slutning synes samerne ikke at være nået længere mod syd på den skandinaviske halvø end til det nordligste Jämtland.

#### Handel med fisk
Tidligt i 1100-tallet begyndte en omfattende eksport af tørfisk fra den nordnorske kyst til Bergen og videre ud i Europa. Fra 1300-tallet førte det til en ekspansion af norsk sprog og kultur til kysten ved Troms og Finnmark. Noget tyder på, at det ikke kom i konflikt med den samiske leveform, fordi de norske nybyggere kun arbejdede ved fiskeri med salg for øje. De konkurrerede dermed ikke med samerne i indlandet om ressourcerne. I Vardø blev der bygget en fæstning og kirke i 1307, og dermed gik Norges østgrænse mod Rusland i de kommende århundreder tværs gennem samernes land.
Langs kysten af Nordnorge må samer og nordmænd have fremstået som yderst forskellige. Nordmændene var bofaste, dyrkede korn og fiskede til eksport. Samerne foretog derimod sæsonbetingede vandringer, hvorved de kunne udnytte en lang række ressourcer som vildren, fjordfiskeri, elvfiskeri og fangst af pelsdyr. De to grupper gik forskelligt klædt, talte vidt forskellige sprog og betalte to slags skat. Nordmændene betalte ledingsskat, mens samerne efterhånden blev beskattet af både de norske, svenske og russiske statsmagter.

#### Religion
Samerne havde deres egen shamanistiske naturreligion, hvor de dyrkede dyr, sten, bjerge og himmellegemer som guddomme. Shamanen, kaldet noaiden, havde en central plads som forbindelse mellem mennesker og guder eller åndeverdenen. Han fungeredede som åndelig leder og kunne ved hjælp af sin goavddis (shaman-tromme eller runebomme), en tromme med påmalede tegninger, spå om fremtidig jagtlykke, om folks ve og vel. Til en vis grad var religionen animistisk, idet man anså naturen for at være besjælet.
Beaivi, Solen, var den centrale kraft. Guden og himmellegemet havde det samme navn. Langs solstrålerne, Beaivvi lávžžit (= Sol-seletøjet) kom rensdyret vandrende til Jorden, og på runebommen er flere vigtige guder placeret på Solens stråler. Dearpmis, eler Horagállis, var en af samernes himmelguder. Han herskede over lyn og torden, regnbuen, vind og vejr, havet og vandene, samt menneskenes ve og vel, liv og sundhed. Samerne kunne derfor takke ham for velstand og rensdyrlykke. Dearpmis beskyttede også noaiden, når hans krop lå livløs hen, mens hans ånd drog til Sáivu eller Jábmiid áibmu (= De dødes rige) på jagt efter kundskab.
Bieggolmmái var vindens og stormens gud, ofte afbildet med en spade i hånden, som han tvang vinden ud af hulen med, når han ville have den til at blæse. Når han ville have den til at holde op, tvang han vinden tilbage i hulen med en kølle. Leaibolmmái (= Elletræmanden) var jagtgud. Elletræet blev anset som helligt. Med tygget bark malede man figurer på runebommen. Barken blev benyttet ved forarbejdning af skind, og iblandt som medicin. Leaibolmmái herskede over skovens vilde dyr. Især ved bjørnejagt måtte man ved offer unddrage bjørnen fra gudens beskyttelse, ellers blev jægerne sønderrevet af bjørnen, som selv var et helligt dyr. Mange ritualer var således knyttet til bjørnejagt. Leaibolmmái fik bøn og offer både morgen og aften.
Blandt kvindelige guder var Máttaráhkká stammor og en af de vigtigste jordiske guder. Det var hende, som skabte krop til barnets sjæl, når et menneske blev til, og førte det videre til Sáráhkká, som førte det ind i morslivet og sørgede for, at det blev født. Sáráhkká (af sárrat = at skabe) var kvindernes gud. Hun hjalp kvinder og rensdyrkøer under fødsel, og det sagdes, at hun også følte den fødendes smerter. Hun blev højt æret. Hun holdt til ved árran, gammens ildsted, og fik sin del af måltidet. Også efter at samerne var kristnet, blev barnet ofte, efter at være tildelt et kristent navn ved dåben i kirken, ved hjemkomsten badet og døbt på ny til ære for Sáráhkká. Hendes navn overlevede kristendommens indføring i udtryk som Nu lea Sáráhkká mu sárran (sivdnidan) (= "Sådan har Sáráhkká skabt mig").
Juksáhkká var "buemoren" (af juoksa = bue) og påvirkede barnets køn. Ifølge gammel samisk tro er alle børn først skabt til at blive piger, men Juksáhkká kunne forandre fosterets køn i mors liv. Hun blev dermed drengenes gud, og hvis man ofrede til hende, samt joikede og trommede på runebommen til hendes ære, var hun ekstra behjælpelig med at ændre barnets køn. Uksáhkká har navn efter uksa (= dør), hvor hun holdt til. Hun vogtede ind- og udgange og havde omsorg for mor og barn, når fødslen var overstået.
Sáivu var samernes paradis efter døden; et bedre sted end Jábmiid áibmu (= De dødes verden), som var stedet, hvor de onde mennesker endte, og sygdomsguderne herskede. I Sáivu levede de døde ligesom på Jorden, dog meget lykkeligere, med rensdyr, vildt og fisk. Sáivu-folket boede i hellige bjerge og søer. En Sáivu-sø havde dobbelt bund, hed det, fordi kilder iblandt sprang op fra bunden af sådan en sø. Sáivu-loddi, Sáivu-guolli og Sáivu-sarvvát var hjælpeånder af fugl, fisk og rensdyrokse, som noaiden benyttede på sine rejser til dødsriget eller rundt om på Jorden for at søge råd og vejledning af guder eller afdøde.
Samerne ofrede også til stenguder, sieiddit, sten med en speciel form eller udseende, eller simpelthen helligsteder.
Ved kristendommens indførelse i Norden blev der også missioneret i de samiske områder. Forestillinger fra kristen tro kom da ind i samisk religion og skabte en blandingsreligion eller synkretistisk religion. Jomfru Maria og Jesus blev guder i den samiske religion uden at ændre den grundlæggende.

### Efter middelalderen
Fra 1500-tallet førte øget interesse for nordområderne til ændringer i økonomien, hvilket påvirkede kulturen. Fra den tid stammer tamrendriften, som i nyere tid opfattes som typisk samisk.
I 1500-tallet nåede samerne til det mellemste Jämtland, i 1600-tallet til Härjedalen, og i 1700-tallet begyndte de at vise sig i det nordligste Dalarne. På den anden side har nybyggerne trængt samerne bort fra det svenske kystland og har i det egentlige Lapland i høj grad indskrænket samernes område ved at tage de bedste dele af elvdalene i besiddelse. I midten af 1700-tallet fandtes i Åsele Lapmark 17 nybyggere, i Lycksele 26, i Piti 2, i Lule 18 og i Torne Lapmark 31. I 1910 var svensk Laplands indbyggerantal 81.500, mens antallet af samer i Sverige kun 7.138. I Finland og Rusland er samernes udbredelsesområde gået stærkt tilbage i historisk tid. I 1300-tallet boede der samer ved Onéga-søen. I det nordlige Savolaks forsvandt de først ved midten af 1600-tallet, samtidig med at nordmænd og svenskere udbredte deres herredømme over det nordlige Skandinavien, blev samerne her norske og svenske undersåtter. Retten til at opkræve skat hos og drive handel med samerne var fra Harald Hårfagers tid et kongeligt norsk prærogativ, som forlenedes til stormændene i Haalogaland. På den svenske side af grænsen var det de såkaldte Birkarie, rejsende svenske handelsmænd, der drev handel med samerne og opkrævede skat hos dem.

#### Økonomiske forandringer
Samernes traditionelle bondekultur[kilde mangler] var truet i løbet af 1500-tallet. Antallet af vildren og øvrige vilde dyr gik tilbage, hvilket skyldtes hårdere beskatning.[kilde mangler] Det skyldtes igen øget interesse for og beskatning af de samiske områder. Både Danmark-Norge, Sverige og Rusland mente, at de havde ret til at beskatte samerne, og skatteindkrævere fra Sverige nåede helt ud til Vesterålen. Baggrunden for dette øgede nærvær fra centralmagternes side må ses i sammenhæng med konflikten mellem Sverige og Danmark. Presset på ressourcerne førte til et skifte[kilde mangler] i den samiske økonomi.

##### Søsamer og elvesamer
Langt de fleste samer blev bofaste eller delvis bofaste, enten på yderkysten, i fjordegnene eller langs de store elve og søer i indlandet. Her drev de primitivt kvægbrug i kombination med jagt og fiskeri; mere fiskeri ved kysten, mere jagt i indlandet. Tamrener kunne også indgå i denne blandingsøkonomi.
Samerne i fjordene i Troms og Finnmarken i 1700-tallet havde en rigere fødetilgang end nordmændene ved kysten, som var afhængige af kontakten med handelsmænd i Bergen; samisk kultur og sprog voksede både talmæssigt og relativt i perioden. Søsamernes livsform var mere fleksibel: Hvis en madkilde svigtede, havde de andet at falde tilbage på. Pomorhandelen, som begyndte på den tid, skabte afsætning for overskudsfisk til russiske handelsmænd.

##### Rendrift
En mindre del af samerne begyndte med tamrendrift. Man havde også tidligere holdt rener, blandt andet som lokke-ren til at lokke vildrenflokkene ind i fælder. Nu begyndte man at tæmme større flokke og følge dem på vandringen mellem kyst og indland. Denne form for økonomi kunne kun eksistere, fordi de handlede med sø- og elvesamer, nordmænd og andre nabofolk for at skaffe det, som rendriften ikke bidrog med. Rendriftssamerne udgjorde altid en mindre andel af samerne, og tamrendriften er kun 400-500 år gammel.
Det må antages, at samerne fra meget gammel tid har levet i det nordligste Skandinavien, selv om der ikke er belæg for, således som man tidligere har hævdet, at sætte samerne i forbindelse med den arktiske stenalder.

#### Missionsvirksomhed
Kristen missionsvirksomhed i Lapland skal være forsøgt allerede i 11. århundrede. Under dronning Margrethe 1. vakte en lapkvinde, Margrete, myndighedernes interesse for lapmission. I begyndelsen af 17. århundrede blev missionen i de svenske lapmarker rigtig organiseret, og i løbet af 18. århundredes første halvdel udryddedes det lappiske hedenskab i Skandinavien med stor nidkærhed af de gejstlige myndigheder.
Russiske missionærer, først og fremmest munken Trifon, nåede Kolahalvøen, Nordøstfinland og Sydvaranger i 1500-tallet, og samerne i dette område blev omvendte til den ortodokse tro. Endnu i dag står St. Georgs kapel fra 1565 i Neiden, og Boris Gleb lige over grænsen på russisk side har været kirke endnu længere.
Fra 1600-tallet voksede påvirkningen fra det nu protestantiske Norden i intensitet, og både på svensk/finsk og dansk/norsk side var missionsiveren større. Kontrollen over samerne indgik i striden mellem Sverige-Finland og Danmark-Norge. Eksempelvis byggede svenskerne kirker i begyndelsen af 1600-tallet i både Karasjok, Kautokeino og Masi for at sikre disse områder, der forblev svenske til 1753. Den centrale i kristningen på norsk side var missionæren Thomas von Westen, kaldet "samernes apostel". Med den organiserede samemission fra ca 1715 indførte han en strengere, mere rettroende form for luthersk kristendom blandt dem, indsamlede og brændte runebommer, og forbød traditionelle samiske navne. Efter Thomas von Westen var samernes religiøse praksis i hovedsagen baseret på kristendommen, selv om førkristne elementer fortsat må have spillet en rolle.
Den dansk-norske minoritetspolitik rettet mod samerne fra ca 1715 til ca 1850 var imidlertid yderst mild. Det centrale var sprog-politikken: Missionærerne forpligtede sig til at lære samisk og undervise på samisk. Mange af dem var desuden oprigtigt, videnskabeligt interesserede i kultur og samfundsforhold, og grundlagde den skoleretning indenfor samiske studier kendt som "lappologi". I periodens sidste del, fra ca 1820, ser man tydeligt romantisk tankegods i retning af "den ædle vilde" i litteraturen. Desuden så de dansk-norske myndigheder positivt på rendriftssamernes udnyttelse af lokale resurser i områder, som ellers ville have ligget hen til ingen nytte, fordi jorden ikke er egnet til opdyrkning. Af samme grund ønskede myndighederne kvenerne velkommen, når de bosatte sig i områder, hvor grænseforholdene stadigvæk var uafklarede.

### 1800-tallet og senere
Interessen for nordområderne øgede i løbet af 1800-tallet.

#### Økonomi
På kysten øgedes produktionen af tørfisk, klipfisk og sild til eksport. Efterhånden kom der også motorer til fiskeriet, og der skulle penge til for at købe en motor og benzin.
Mange[kilde mangler] steder som i Kåfjord, Kiruna og Kirkenes blev det igangsat bjergværksdrift, som førte til indvandring af andre folkegrupper og tilstrømning af penge.
Jordbruget blev også intensiveret, ledsaget af indflyttere fra Sydnorge, Sverige og fra finsksprogede egne.
Den store hungersnød i Finland i 1860'erne førte til en stor finsk vandring til både det nordligste Finland, Nordsverige og Nordnorge, særlig Østfinnmarken.
Den alsidige samiske leveform, som tidligere[kilde mangler] havde været mere fleksibel og tilpasningsdygtig end nabofolkenes, blev nu agterudsejlet. Samerne havde mindre[kilde mangler] overskud at handle med, og deres varer var ikke så efterspurgte. Samiske bygder fremstod derfor fra 1800-tallet som de fattigste og mest[kilde mangler] tilbagestående. Storsamfundenes pengeøkonomi fremstod[kilde mangler] derimod som mere fremtidsrettede og velstående.
Rendriftskulturen led også under grænsedragningerne mellem landene. Grænsen mod Rusland blev lukket i 1826, og senere også grænserne mod Finland. Gamle trækveje spærredes af for samerne uforståelige[kilde mangler] grænser, og sæson-græsgange blev spærrede. Den fine balance mellem brug af ulige græsningsområder til ulige årstider blev forstyrret.

#### Forsvenskning og forfinskning
På svensk side var politikken noget mildere. Her blev der i større grad benyttet samisk i undervisningen, og der blev også eksperimenteret med at lade lærerne følge samenes flytninger. Efter Den russiske revolution i 1917 blev samerne på Kolahalvøen samlede i et kollektivbrug, Lovozero/Lojavri, midt inde på halvøen. På den ene side bidrog kollektiviseringen til, at gamle drifts- og livsformer gik tabt på en langt mere radikal måde end i Skandinavien, men samtidig var sovjetstaten mere optaget af at give undervisning på samisk.

#### Norge
De dansk-norske myndigheder viste betydelig forståelse for hævdvundne samiske rettigheder til brugen af nordområderne, under henvisning til, at samerne måtte anses som "indfødte" og "de ældste dér i landet", altså urbefolkning. Man viste dermed accept for eksklusive samiske rettigheder til landområder. I 1814 blev Norge underlagt Sverige.

##### Fornorskning
I løbet af 1800-tallet blev nationalismen en drivende kraft i samfundsudviklingen. Idéen om, at alle i nationen skulle tale samme sprog og dele samme kultur, blev udbredt. Myndighederne følte sig ikke sikre på, at etniske minoriteter var loyale, de frygtede territorielle krav fra nabostater. Lærere, præster og andre øvrighedspersoner var ofte overbeviste om, at samerne havde bedst af at antage majoritetens langt mere overlegne kultur og sprog.
Man fik en efter 1850, "til ut på 1980-tallet noen steder", en fornorskningspolitik tilsvarende andre bevægelser i tiden, så som "germanisering", "amerikanisering" osv. Man fik "overgangsdistrikter", dvs egne, hvor man tilsigtede en overgang fra samisk og kvensk til norsk. På samme tid talte man i Preussen om Übergangsdistrichte. Andre paralleller er Belgiens politik overfor flamlænderne; eller Italiens overfor slovenerne i Trieste.
Lappekommissionens udkast til ny "Lov vedkommende Lappevæsenet", blev afvist af amtstinget i 1905, fordi "i Finmarken anser man ikke Fjeldfinner og Ren for et Onde, tværtimod for et Gode, som muliggjør en Udnyttelse af Finmarksvidderne i produktivt Øiemed. Lovforslagets Bestemmelser bør derfor ikke gjøres gjældende ligeoverfor Fjeldfinner af Kautokeino, der søger Sommergræsning i Tromsø Amt, da man ikke ønsker, at disse Fjeldfinner skal blive forarmede. Rendriften i Finmarken er ikke en dødsdømt Næringsvej. Renbestanden tiltager, og Værdien af den ligeledes." I Sverige og Troms anså man derimod, at rendriftsnæringen ville dø ud af sig selv.
Læse- og skriveoplæring var foregået på samisk allerede fra 1600-tallet, og præster og lærere lagde i løbet af 1700-tallet og tidligt i 1800-tallet vægt på at forkynde og undervise på samisk. I løbet af 1800-tallet fik staterne ambitioner, som gik ud over territoriel og religiøs kontrol over samerne. Nu ønskede de en assimilation. Skolen blev det vigtigste slagfelt, og lærerne frontsoldater. Efter 1880 fik man en kompromisløs fornorskning, da en instruks for lærerne i Tromsø stift (som før 1902 også indbefattede Finnmark)  fastslog, at alle samiske og kvenske børn skulle lære at tale, læse og skrive norsk, mens de tidligere bestemmelser om, at de også skulle lære modersmålet, var fjernet. Dertil kom et lønssystem, hvor lærere ikke fik lønforhøjelse uden at kunne vise til gode resultater for "sprogbytte". Fornorskningspolitikken nåede sit højdepunkt med den såkaldte "Wexelsen-plakat" af 1898, opkaldt efter kirkestatsråd Vilhelm Wexelsen. Her blev lærerne pålagt at forhindre samiske og kvenske elever i at tale modersmålet i frikvarteret. Tilskud til oplæring i samisk og kvensk ved Tromsø lærerskole bortfaldt. Wexelsen-plakaten blev først tilsidesat af loven om grundskole i 1959;  men formelt stod Wexelsen-plakaten ved magt helt til Stortinget behandlede Samekomitéens indstilling i 1963.
Fra 1888 kunne samisk bare være hjelpespråk i kristendomsundervisningen, ellers skulle all undervisning skje på norsk. Nu blev det forbudt at undervise på samisk, gudstjenester på samisk blev også forbudt, og samisk blev aldrig brugt af øvrighedspersoner som lensmænd, ordførere osv. I 1902 bestemte Stortinget at bare norske statsborgere som kunne snakke norsk, og som brukte norsk til daglig, kunne få kjøpe jord. (Først i 1965 ble denne reglen fjernet.) I 1930'erne kulminerede fornorskningsiveren, og hvis samer ønskede at få jord til nyrydning, måtte de demonstrere, at de havde gode norskkundskaber. Børn blev samlet i internatskoler, hvor det kun var tilladt at tale norsk. Resultaterne lod ikke vente på sig; i folketællingen fra 1930 opgav over halvparten af befolkningen i Kvænangen enten samisk eller finsk som hjemmesprog; i 1950 opgav én person at tale samisk, og én at tale finsk. Samisk forsvandt fra store områder; for eksempel er den særprægede dialekt, som blev talt på Kvaløya og Ringvassøya i Troms, forsvundet.
Fornorskningen ses i arkitekturen i Lapland: bygninger som Solhov folkehøjskole i Lyngen og Neiden kirke i Sydvaranger er bygget i norsk, traditionel stil for at skabe tilknytning til det øvrige Norge. I mellemkrigstiden smeltede minoritetspolitik sammen med sikkerhedspolitik. "Den russiske fare" blev taget på alvor, og de kvenske bosætninger betragtet som "russiske arme ind i Vest-Europa" og en mulig "femte kolonne". Novemberforfatningen af 1855 afstedkom en vestlig alliance vendt mod Rusland. Og nu blev samerne slået i hartkorn med kvenerne. Officielt blev fornorskningspolitikken begrundet med et ønske om oplysning, udvikling og modernisering som lå i tiden. Men under det hele lå fornemmelsen af Finnmark som en udpost og grænsefæstning mod Rusland. Lige efter 1900 udtalte amtmanden i Finnmark: "Vi har i århundreder kendt tegnene og taktikken – først konfusion, så munkene, dernæst kosakkerne". Derfor kunne man ikke deroppe ved grænsen være "høiremænd eller venstremænd, her må vi kun være nordmænd".

##### Køb af jord; jordsalgsloven
Samers køb af jord i Norge, forekom så tidlig som 1869.
Nogen år før 1900, blev salg af jord "et middel til kolonisering og fornorskning av Finnmark"; tiltag rettede sig mod samer (og kvener).
I 1902 kom jordsalgsloven, der ramte både kvener og samer hårdt. Stortinget bestemte, at kun norske statsborgere som talte norsk, og benyttede norsk til dagligt, kunne købe jord. Først i 1965 blev denne regel fjernet. Biskop Gunnar Stålsett fra Nordkapp kommune er af kvensk ophav, og familien hed Sirkka frem til 1950'erne, da de ændrede efternavnet til det mere norskklingende Stålsett.
Loven fra 1902 "fastsatte den form, ejerens navn måtte have" i jordebogen.

#### Restriktioner for samers bevægelse med rensdyrflokk over landegrænser
1852 forbød Rusland de norske samer at drage over grænsen med deres rener. Som følge deraf udvandrede et betydeligt antal norske samer fra Kautokeino i det norske Finmarken til den svenske Torne Lapmark, hvor fra der endnu kunne benyttes de finske græsgange. Men fra 1889 blev den finske grænse også lukket for de svenske samers renhjorde. Samernes ret til at vandre frem og tilbage over den svensk-norske grænse blev indskrænket ved en forordning af 1883, således at svenske samer her efter ikke måtte opholde sig i Norge med deres rener på anden tid af året end maj—september. Da unionen mellem Norge og Sverige ophævedes (1905), bestemtes det i Karlstad-Overenskomsten, at retten til flytning mellem rigerne for fremtiden kun skulle gælde for Norbottens og Våsterbottens Len i Sverige og Tromsø og Nordlands Amt i Norge, og at de svenske samer ikke måtte flytte ind til Norge med deres rener tidligere end 15. juni, med mindre særlige vejrforhold gjorde en indflytning nødvendig. Sverige forbeholdt sig dog ret til at kræve spørgsmålet om, hvorvidt det var nødvendigt for de svenske samer, uafhængigt af særlige vejrforhold, at flytte ind til Norge tidligere end 15. juni afgjort ved voldgift. Da nomaderne i Torne Lapmark savner græsgange om våren på den svenske side, betød den nævnte bestemmelse i Karlstad overenskomstens fuldstændige undergang for rensdyrnomadismen i Torne Lapmark. På Sveriges foranledning blev der 1909 nedsat en voldgiftsdomstol, hvis formand var den danske professor H. Matzen, og efter hans død den danske stiftamtmand F. L. G. de Jonquiéres. Meget omfattende undersøgelser af græsningsforholdene, klimaforholdene, renens livsvaner og samernes næringsliv blev igangsat fra svensk og norsk side for at klarlægge spørgsmålet for voldgiftsdomstolen. Nogen afgørelse blev dog ikke truffet af denne, i det spørgsmålet efter få års forløb blev optaget til direkte forhandling mellem Norge og Sveriges regeringer. Endnu værre end disse grænsevanskeligheder er det for samerne, at nybyggerne både i Norge og Sverige, som oven for nævnt, mere og mere lægger beslag på de lune og græsrige lokaliteter og vanskeliggør benyttelsen af fjeldene ved kravet om høskade-erstatninger.

#### Tab af græsningsområder
Den tiltagende bebyggelse i de frugtbareste af samernes områder i begyndelsen af 1900-tallet bidrog i høj grad til at gøre tilværelsen som rensdyrnomade vanskeligere. Ikke alene blev de græsrige dale og de lune sydskråninger nær skovgrænsen, hvor renhjordene med forkærlighed opholdt sig i kælvningstiden, for en stor del taget i besiddelse af nybyggerne og deres køer; men selv mosestrækninger fjernt fra nybygderne anvendtes til høslæt (hvert 3. år), og, samerne måtte ofte betale svære skadeserstatninger, når renerne havde betrådt disse uindhegnede moser eller spredt høstakkene, som nybyggerne lod stå ude indtil vinteren. Endelig havde det i høj grad skadet samerne i deres næring, at deres og renernes årtidsvandringer blev indskrænket eller forhindret ved grænsebestemmelser.

### Efter det første politiske møde
Den 6. februar 1917 blev (i Trondheim) holdt den første politiske forsamling af samer i Norden.

### Anden verdenskrig, genopbygning og efter
Anden verdenskrig ramte det samiske bosættelsesområde hårdt, og hele Finnmark, Nord-Troms, det meste af Kolahalvøen og Nord-Finland blev afbrændt. Genopbygningen efter anden verdenskrig foregik efter mønstre og idealer fra storsamfundet. Genopbyggede typehuse, radioer og med tiden fjernsynsapparater kom til, fiskeri, jordbrug og industri blev moderniserede i et planmæssigt forsøg på at bringe økonomien i nord på niveau med den i syd. Gammel samisk kundskab blev dermed nedvurderet; alle idealerne kom fra industri- og velstandssamfundet. Tilbagegangen for samisk sprog fortsatte dermed ufortrødent, og i søsamebygder som Manndalen (Kåfjord i Troms) og Kvalsund i Finnmark gik befolkningen over til at tale norsk i tiårene efter krigen.
Den udtalte assimileringspolitik veg der imod for en blødere, mere fleksibel holdning til samisk sprog og kultur. Der blev udgivet tosprogede ABC-bøger, der kom nyheder på samisk i radio og fjernsyn, og filmskabere og forfattere begyndte at vise interesse for samerne og deres kultur.

#### Samisk nationsbygning
Finlands "samedelegation" (fra 1971) blev reorganiseret til et Sameting, i 1996.
Samerne har fra 1986 et eget samisk flag.
Siden 1992 findes en egen nationaldag, 6. februar, og siden 1986 tillige en egen nationalsang, Sámi soga lávlla (nordsamisk), "Samefolkets sang". Det er en gammel tekst som findes på flere samiske sprog og dialekter skrevet i begyndelsen af 1900-tallet med en nyskrevet melodi.
Samernes kulturer er beskyttede af FNs ILO Konvention nr 169 om Indigenous and Tribal Peoples in Independent Countries om urfolks rettigheder fra 1989, som Sverige imidlertid ikke har ratificeret. Norge ratificerede ILO 169 i 1992. ILO har erklæret samer som et oprindeligt folk i juridisk betydning.
Samisk parlamentarisk råd blev startet i marts 2000.

##### Norge
Lige efter anden verdenskrig var det ikke uproblematisk at sige, at der fandtes en samisk minoritet i Norge. Man talte hellerre om samisktalende nordmænd. I 1970'erne, da radikale kræfter var optaget af undertrykte minoriteter over hele verden, blev interessen også vækket for det samiske. Alta-aktionen i 1979, hvor der blev bygget et vandkraftanlæg centralt i det samiske område, satte fokus den samiske minoritet og mangelen på anerkendelse og rettigheder som folk. For den norske befolkning, for myndighederne og for samerne selv var dette en vækkelse. I 1989 blev det første Sameting åbnet af kong Olav. I 2005 kom Finnmarksloven, som sikrede samisk medbestemmelse over brugen af land og vand i Finnmark.

##### Sverige
Sverige Riksdag udtalte i 1977 at samerne udgør et urfolk i Sverige. I proposition 1976/77 angav regeringen: "Det bör således klart uttalas att samerna utgör en etnisk minoritet i Sverige, som, i egenskap av ursprunglig befolkning i sitt eget land, intar en särskild ställning både gentemot majoritetsbefolkningen och andra minoritetsgrupper".
Sametinget i Sverige blev oprettet i 1993.
Fra 1980 styrer samerne i Sverige selv undervisningsplanen i samiske skoler. Uddannelsen minder om den i de svenske skoler men med samisk sløjd, som kaldes duodji (på nordsamisk) og duodje (på lulesamisk), sprog og samisk tilpasning i samfundsorienterede fag. Sameskolen driver 1.-6.klasse, og undervisningen sker på samisk og svensk. Sameskolen trues imidlertid af lærermangel.

##### Finland
Europarådet foreslog (i 2011) oprettelsen af en samisk avis.

#### Undervisning på samisk

##### Norge
Frem til 1959 foregik al undervisning på norsk. Samisk i folkeskolen kom i gang i 1967, og i 1969 kom det første samiske gymnasium i Karasjok. I 1974 åbnede et eget samisk forskningsinstitut, og Universitetet i Tromsø har helt siden starten haft en stor samisk sektion.

## Kultur

### Sprog
Mange samer taler samiske sprog som tilhører den finsk-ugriske sprogfamilie, selv om en stor del er blevet assimileret og er gået over til sproget i det land, de lever i. Det gælder særlig de norske kystsamer. Der findes flere, indbyrdes meget forskellige, samiske dialekter.

### Klædedragt
Samernes dragt er i sine væsentlige bestanddele ens for begge køn. Inderst på kroppen bæres en til lidt oven for knæet nående kofte af vadmel; oven på denne bærer man om sommeren en anden kofte af samme stof, om vinteren en pels af renskind. I sømmene er indsyet rødt og gult klæde som prydelse. Koften sammenholdes om livet af et bælte af uld eller læder, til hvilket en bredbladet kniv og ulige småting er fæstede. Halsen og brystet skjules af et klæde. På hovedet bæres en høj, kegledannet hue af rødt eller blåt klæde. Benene dækkes af benklæder af skind eller vadmel, der stikkes ned i støvlerne. Disse er af skind, med spidse, opadbøjede næser; de er fyldte med tørret hø, der gør tjeneste som strømper, og fastbindes om smalbenet med lange, brogede uldne bånd. Der findes lokale variationer i klædedragten, som især gør sig gældende med hensyn til huerne. I det nordligste Norge og Finland bærer mændene således en firkantet hue, mindende om en russisk kuskehue, medens kvinderne hos nordlapperne gerne bærer en med blonder og silkebånd prydet hue, der slutter tæt til hovedet. I de sydligste samedistrikter er mændene begyndt at aflægge nationaldragten, eller denne viser moderne påvirkning; således er mændenes kofte her gerne åben fortil, som en frakke.

### Bolig
Nomadernes bolig er det kegleformede telt lavvuen, der består af et stel af tynde stænger, dækket med en teltdug af vadjpiel eller sejldug. I teltets midte er det stensatte ildsted, i toppen røgåbningen. Mellem ildstedet og døren ligger brændslet. Mellem ildstedet og teltvæggen, modsat døren, står kogekar og madvarer; det var i gamle dage teltets hellige plads, og her må man ikke træde over, i hvert fald er dette forbudt kvinderne. På begge sider er de med birkeris dækkede sidde- og sovepladser for teltets beboere og gæster. Foruden det flyttelige telt har nomadelapperne også faste jordtelte, hvor teltdugen er erstattet med birkebark og græstørv. Det lappiske navn på såvel de flyttelige som de faste boliger er goatte (svensk kåta, dansk kåte).
I den daglige husholdning spiller rensdyrets kød en hovedrolle, især om efteråret og vinteren. Slagtning foregår væsentlig kun om efteråret og vinteren, og en del af kødet fra efterårsslagtningen fryses og tørres på stillads til brug om foråret og sommeren. I sommertiden var renens mælk forhen et væsentligt næringsmiddel; og de af mælken tilberedte produkter (ost, smør og hengemt mælk) indgik i ernæringen om vinteren. I de i senere årtier er malkningen af renen dog næsten ophørt. Renens blod tørres i renvommen og anvendes siden til føde for mennesker og hunde, i det der af mel, vand og blod tilvirkes et slags klumper eller boller samt blodvælling. Brændevin spiller nu ingen rolle hos samerne, selv om enkelte samer drikker sig fulde, når de kommer til byerne. Derimod hører stærk kaffe i store mængder til den daglige kost. Fladbrød bages i den glødende aske på ildstedet.

### Redskaber
Husgerådet er for en stor del købt; I gryder og kedler af kobber og kaffekopper af fajance findes i enhver kåte. Kar, fade og kopper af træ tilvirker samerne selv, men de bruges ikke så meget som tidligere. De små kister, hvori samerne opbevarer mere værdifulde genstande, er også af egen tilvirkning, ligeledes den af træ udhulede, skindbetrukne bærevugge. Af rensdyrtak forarbejder samerne knivskafter, skeer og 1ignende, men erhverver knivblade og andre jernsager ved køb. I garvning af skind er samerne mestre. Nogen helt pålidelig statistik over antallet af rener findes ikke. I Sverige opgaves antallet af tamrener 1910-1911 til 272.800, hvoraf 231.300 fjeldrener og 41.500 skovrener. Af fjeldrenerne ejedes 207.700 af samerne, 18.600 af bønder; for skovrenerne var de tilsvarende tal 18.800 og 21.900. Bøndernes rener vogtes af samerne. Antallet af norske rener angaves 1907 til 133.000. I Finland anslås renantallet til ca. 130.000, der dog for største delen ejes af finner.

## Ægteskab og organisering af drift af rensdyrflok
I gamle dage blev bruden købt. Oftest optrådte forældrene som stiftere af partiet. Frieren eller hans forældre forærede pigen og hendes familie gaver, der var at betragte som en købesum. Ved brylluppet holdes et større gilde.
En gruppe familier, der slår lejr sammen, flytter sammen og vogter renerne i fællesskab, kaldes en sida (svensk: lappby); inden for en sådan sida findes en leder eller formand, der bestemmer, hvornår flytninger skal foregå, og repræsenterer det lokale lapsamfund over for den svenske eller norske øvrighed; denne institution er dog næppe oprindeligt lappisk.

## Religion

### Samisk shamanisme
Samernes tro var tidligere præget af shamanisme. Denne overlevede helt frem til 1. verdenskrig i form af forestillinger om underjordiske, spøgelser, sygdomsånder, hellige kilder med mere. Meget af dette viste tilknytning til folkelig overtro hos skandinaverne og finnerne. Ældre skrifter om samerne indeholder mange oplysninger om deres gamle tro. Naturen var for samerne besjælet af stærke ånder; solen og tordenen var således mægtige guddomme, og i skoven og vandet levede ånder, som rådede for vildtet og fisken. Særlig betydning havde de hellige steder, som fandtes rundt om i fjeldene; her ofredes til de lokale guddomme, der fik synligt udtryk i underligt formede sten eller groft tilhuggede træbilleder. Rener og andre dyr ofredes til disse såkaldte seiter. Store mængder af rengevirer og knogler ligger endnu på gamle offersteder. De ofredes især for at opnå held med renhjorden og jagtlykke. Ved ofringerne måtte kun mænd være til stede. Nogen særlig præstestand fandtes ikke hos samerne. Dog ansås visse mænd og kvinder, de såkaldte noaider, for at være særlig kyndige i hemmelige kunster, så som helbredelse af sygdomme, udsendelse af sygdomsvækkende ånder mod uvenner og spådomme om fremtiden.
Stor betydning havde den såkaldte troldtromme, en aflang træskål, overspændt med skind, hvorpå med saften af eliebark var malet en mængde figurer, forestillende alle verdens vigtigste magter og ting, så som solen, den kristne treenighed, de 3 gudinder Maderakka, Sarakka og Uksakka, der især var virksomme ved barnefødsler og synes at være vore forfædres norner i lappisk forklædning, endvidere rener og ulve, samen selv og hans familie, laptelt, bondehus, kirke m. m. Troldtrommen var egentlig et spådomsredskab. Når troldmanden slog trommen, flyttede en messingring eller et knippe af ringe sig hen over trommeskindet; og af ringenes stilling i forhold til de påmalede figurer drog troldmanden sine slutninger angående fremtiden. Troldtrommen blev udryddet af den gejstlige øvrighed i Norge og Sverige, men holdt sig dog hos de sydligste samer stedvis i brug til langt ind i 19. århundrede. Troldtrommen og hele noaide-væsenet mindede stærkt om de sibiriske shamaners virksomhed. Ligeledes peger den store ærefrygt, der vises bjørnen, og de mange ceremonier, der knyttede sig til bjørnejagten, hen på sibiriske naturfolks bjørnedyrkelse. På den anden side er der også meget i den lappiske religion, der tyder på en tidlig kulturindflydelse fra nordboerne.

### Læstadianismen
Den svensk-samiske præst Lars Levi Læstadius, som virkede som præst i Karesuando og Pajala mod midten af 1800-tallet, var en forkæmper for en streng fortolkning af den lutherske lære. Han virkede også mod den udbredte alkoholisme blandt samerne i denne periode. Alkohollovgivningen var i denne periode liberal i Norden, men i de samiske områder blev effekterne af alkoholbrug ekstra mærkbare på grund af den marginale økonomi. Den læstadianske vækkelse førte i 1852 til en voldelig opstand i Kautokeino, som umiddelbart blev slået ned. Læstadianerne var ellers en stærk konserverende kraft i samfundet. Blandt andet prædikede læstadianerne altid på flere sprog, og samisk var altid i brug som gudstjenestesprog. De religiøse forestillinger og skikke, som havde overlevet kristningen af samerne i 16-1700-tallet, blev derimod ikke længere tolereret blandt læstadianerne, og dermed veg den synkretistiske religion til fordel for en mere rettroende lutherdom.

## Genetiske undersøgelser
I 2018 skrev NRK at den første indvandringsbølge som kom til Norges kyst, var mennesker, der havde boet i dagens Spanien og Portugal; En ny indvandringsbølge kom fra Svartehavet eller Ukraina. "[T]rolig kom det en senere innvandring fra øst – mest sannsynlig fra Sibir. Disse blandet seg med de gruppene som allerede bodde i Skandinavia og gav opphav til det vi i dag kjenner som samer, sier genetiker Torsten Günther".
Genetiske undersøgelser fra 2004, har indikeret, at det samiske folks to hyppigste maternelle slægter er haplogrupperne:
- V: 4 % af alle europæere, 59 % af alle samere.
- U5b: 11 % af alle europæere, den største koncentration blandt samer, finner og estere.

"Y-kromosomvariationerne blandt samerne er også i overensstemmelse med deres europæiske afstamning. Det tyder på, at den store genetiske adskillelse af samiske fra andre europæere bedst forklares ved at antage, at samerne er efterkommere af en mindre, isoleret undergruppe af europæere."
Andre haplogrupper tyder yderligere input fra andre populationer på forskellige tidspunkter. Dette stemmer overens meand arkæologiske beviser for, at flere forskellige kulturelle grupper fundet vej til det centrale samiske område af 8.000-6.000 f.v.t., formentlig nogle af forfædrene til nutidens samere.

## Samiske flagdage
I 1992 fastsatte Den 15. Samekonference syv dage, som skulle være samiske flagdage. Der er senere kommet flere dage til.
- 6. februar: Samenes nationaldag (Sámiid álbmotbeaivi). Den er til minde om det første samiske landsmøde, som blev holdt i Trondheim i 1917, hvor ca. 100 nord- og sydsamer fra Norge og Sverige deltog i det tredages møde. Det var første gang, at samerne var samlet for at arbejde for fælles samiske anliggener på tværs af de nationale landegrænser. Dagen blev første gang fejret i 1993.
- 2. marts: Sametinget i Finland blev åbnet (1996).
- 25. marts: Marimesse. Maria bebudelsesdag. En traditionel samisk mærkedag.
- 24. juni: Midsommer. Sankt Hans dag.
- 9. august: FNs internationale urfolksdag.
- 15. august: Dagen da sameflaget blev godkendt
- 18. august: Samerådet blev stiftet (1956).
- 26. august: Sametinget i Sverige blev oprettet (1993).
- 9. oktober: Sametinget i Norge blev åbnet (1989).
- 9. november: Sameparlamentet i Finland blev oprettet (1973).
- 15. november: Isak Sabas fødselsdag. (født 15. november 1875 i Nesseby. Han har skrevet teksten til den samiske nationalsang «Sámi soga lávlla».)

## Sagn
Et sagnfolk, vi hører om blandt samerne, er tjuderne, som ifølge samisk tradition kom fra øst og plyndrede og dræbte samer.

## Weblinks
- Høiris, Ole (senere revideret af Peter Bunzen). 1992, Lapland - Nordsverige i klædedragt, rendrift og husflid. Pdf-fil: